# 小关乡 (积石山县)
小关乡，是中华人民共和国甘肃省临夏回族自治州积石山保安族东乡族撒拉族自治县下辖的一个乡镇级行政单位。

## 行政区划
小关乡下辖以下地区：
尕阴洼村、大茨滩村、大寺村、小关村、唐藏村和五家堡村。